# John F. Kennedy
John Fitzgerald („Jack”) Kennedy  (Brookline, Massachusetts, 29 mei 1917 – Dallas, Texas, 22 november 1963), ook bekend onder zijn initialen JFK, was een Amerikaans politicus van de Democratische Partij. Vanaf 20 januari 1961 was hij de 35e en jongst gekozen president van de Verenigde Staten, totdat hij op 22 november 1963, tijdens een officieel bezoek in Dallas, op 46-jarige leeftijd in een open limousine werd vermoord.
Bij het grote publiek is Kennedy bekend geworden als de president die de Amerikaanse plannen bekendmaakte om een mens op de maan te zetten om zo de ruimtewedloop met de Sovjet-Unie te winnen. Daarnaast werd zijn voortijdig afgebroken termijn gekenmerkt door de Cubacrisis en steeds sterkere Amerikaanse inmenging in de Vietnamoorlog en zijn poging de wapenwedloop te stoppen. Kennedy was evenwel een meer pragmatisch dan ideologisch geïnspireerd leider.

## Levensloop

### Jonge jaren
Kennedy kwam uit een van oorsprong Ierse rooms-katholieke familie. Zijn moeder heette Rose Fitzgerald. Zijn vader Joseph (Joe) Kennedy was een politicus en steenrijk zakenman. Het echtpaar had negen kinderen. Het gezin werd na Kennedy's verkiezing tot president ook wel de onofficiële koninklijke familie van de Verenigde Staten en de Kennedyclan genoemd, omdat er zo veel invloedrijke personen uit voortgekomen zijn.
Kennedy bleek zeer intelligent en had goede schoolresultaten, maar hij had al vroeg een slepende ziekte aan zijn maag-darmstelsel en later zware rugproblemen, die hem de rest van zijn leven zouden kwellen. Hij woonde en studeerde enige tijd in Londen en maakte vóór de Tweede Wereldoorlog een reis door Europa, waarover hij in 1940 als afstudeerscriptie een scherp analyserend verslag schreef met daarin waarschuwingen tegen Hitler, getiteld Why England Slept over het Britse aandeel in het Verdrag van München, een scriptie die daarna als boek gepubliceerd een bestseller werd. Hij behaalde aan Harvard cum laude een diploma in internationale betrekkingen.
Tijdens de oorlog diende hij als luitenant bij de Marine hoewel hij aanvankelijk lichamelijk was afgekeurd. Dankzij de invloed van zijn familie lukte het hem echter in een gevechtsfunctie te worden geplaatst, iets wat bij latere verkiezingen gunstig kon zijn.
Een dag nadat Japan Pearl Harbor bombardeerde (op 7 december 1941), werd Kennedy uitgezonden naar de Stille Oceaan. Daar voerde hij het bevel over een motortorpedoboot (de PT-109) die door de Japanse kruiser Amagiri bij de Salomonseilanden overvaren werd en zonk, waarna hij met een moedige actie toch zijn bemanning wist te redden. Na het zinken van de boot zwom Kennedy met de overlevenden vier uur in zee voordat zij een 5,6 km verder gelegen eiland (Kennedy Island of ook wel Kasolo Island) wisten te bereiken. Kennedy, die deel had uitgemaakt van de zwemploeg van Harvard, trok hierbij een gewond bemanningslid. Omdat Kasolo Island slechts 100 meter in doorsnede is en er geen voedsel te vinden was, zwommen Kennedy en zijn mannen naar een ander eiland (Olasana Island). Omdat er in dit gebied regelmatig Japanse schepen langs voeren, was deze tocht niet zonder gevaar. Na 10 dagen van kokosnoten geleefd te hebben, werden Kennedy en zijn mannen ontdekt door plaatselijke bewoners en ten slotte gered. Voor zijn betoonde moed en doorzettingsvermogen ontving Kennedy de Navy and Marine Corps Medal. Tegen verslaggevers die aan hem vroegen hoe hij een oorlogsheld was geworden, grapte Kennedy "omdat ze mijn boot tot zinken brachten".

### Politieke carrière
In 1946 werd Kennedy gekozen tot Congreslid voor Boston en in 1952 tot senator. In 1956 schreef hij Profiles in Courage over Amerikaanse senatoren die met gevaar voor hun loopbaan standpunten innamen die afweken van die van hun partij. Dit boek kreeg in 1957 de journalistieke Pulitzerprijs voor biografie.
Als Congreslid bezocht Kennedy voor het eerst Frans Indo-China, waar op dat moment de Eerste Indochinese Oorlog aan de gang was. In 1956, na de stichting van Noord- en Zuid-Vietnam, bezocht hij de regio opnieuw.

### Presidentschap
John F. Kennedy werd in 1960 gekozen tot 35e president van de VS na een nipte verkiezingsoverwinning (een half procent verschil). op de Republikein en zittend vicepresident Richard Nixon. Zijn running mate was Lyndon B. Johnson, die dan ook zijn vicepresident werd. Kennedy's presidentschap was sterk pragmatisch; historica Barbara Tuchman kenmerkt Kennedy als "progressief noch conservatief (...) een man met een snel verstand en sterke ambitie die vele verheven principes overtuigend, welsprekend en zelfs barmhartig wist te verwoorden, terwijl zijn daden daar niet altijd mee in overeenstemming waren. (...) In het Kennedy-kamp werden idealisten gewoonlijk 'zeveraars' genoemd of 'sentimentele doetjes'."
Kennedy liet zich niet makkelijk manipuleren en liet al vroeg merken wie de baas was. Na de mislukte invasie in de Varkensbaai ontsloeg Kennedy twee hoge CIA-bazen en dreigde naar verluidt de CIA "in duizend stukjes te versplinteren en uit te strooien in de wind." Kennedy wilde ook J. Edgar Hoover ontslaan, die al sinds mensenheugenis de directeur van de FBI was. Hij veranderde van gedachten toen dit plan, vanwege de politieke gevolgen ervan, niet haalbaar bleek te zijn. Kennedy's presidentschap werd ook gekenmerkt door zijn streven naar vrede en zijn menslievendheid. Dit alles leverde hem medestanders op, maar zorgde ook voor tegenstanders op hoge posities.
Kennedy's presidentschap begon in een economisch voorspoedige tijd. Wel waren er in het land veel strijdpunten. Vooral in het zuiden kwam nog veel racisme voor en was er in het openbare leven sprake van een strikte rassenscheiding, vergelijkbaar met apartheid in Zuid-Afrika. Het verzet daartegen nam toe, mede onder invloed van Ds. Martin Luther King. Veel strijders voor burgerrechten waren geïnspireerd door de vooruitgangsboodschap van Kennedy, maar kregen in de praktijk geen steun van de president. Kennedy vond het opheffen van rassenscheiding een zaak van de individuele staten en niet van de federale overheid. Slechts als federale wetten werden overtreden (zoals de weigering zwarte reizigers te bedienen bij busreizen tussen verschillende staten van de VS) greep hij in. De zwarte bevolking moest wachten op president Johnson, de opvolger van Kennedy, die wetgeving invoerde tegen discriminatie op grond van huidskleur.

### Buitenlandbeleid
De Koude Oorlog voerde vanaf het allereerste begin de boventoon in Kennedy's buitenlandbeleid, dat mede werd bepaald door de Republikeinse minister van Defensie Robert McNamara. In december 1960 was het Nationaal Bevrijdingsfront van Zuid-Vietnam opgericht en twee weken voor Kennedy's inhuldiging op 20 januari 1961 had Nikita Chroesjtsjov, de Russische president, de 'nationale bevrijdingsoorlogen' in Vietnam, Cuba en elders volledige steun van de Sovjet-Unie beloofd. Kennedy verwees hiernaar in zijn inaugurele rede als het 'uur van het grootste gevaar' voor de vrijheid. Al in de eerste tien dagen van Kennedy's presidentschap werd een plan gelanceerd om met Amerikaans geld en personeel de Zuid-Vietnamese strijdmachten uit te breiden met 20.000 militairen en 32.000 paramilitairen. De inmenging in de Vietnamese burgeroorlog werd steeds intensiever; begin 1963 waren er 17.000 Amerikaanse militairen aanwezig in Zuid-Vietnam.

#### Vietnam
Het Congres werd buiten de besluitvorming over Vietnam gehouden; op beschuldigingen uit Republikeinse hoek dat hij "niet openhartig" was tegenover zijn volk, antwoordde Kennedy in februari 1962 dat er "daar geen gevechtstroepen in de gebruikelijke betekenis van het woord naartoe gestuurd" waren. De voornaamste activiteiten van de Amerikaanse krijgsmacht in Vietnam waren troepentransport, opleiding van Zuid-Vietnamese manschappen, luchtsteun bij anti-guerrilla-acties en ontbladering van bossen door onder andere Agent Orange (vanaf 1961). Het aantal Amerikaanse doden in het gebied bedroeg tijdens Kennedy's eerste ambtsjaar 14, het jaar daarop 109. Onder Amerikaanse leiding leken de kansen voor Zuid-Vietnam te keren; gewelddadige deportatie van de Zuid-Vietnamese plattelandsbevolking door de eigen regering speelde hierin overigens ook een grote rol, doordat zo de Vietcong-guerrillero's de toegang tot voedsel kon worden ontzegd.
Kennedy speelde een rol in de escalatie van de oorlog in Vietnam, nadat hij een geslaagde militaire coup tegen de Vietnamese president Ngô Đình Diệm had gesteund, maar niet diens moord. Diệm was gekant tegen een grotere militaire betrokkenheid van de VS in Vietnam en twijfelde over het verbond van zijn land met de Verenigde Staten.

#### De Varkensbaai-invasie
Al snel kreeg Kennedy te maken met een erfenis van zijn voorganger, president Eisenhower: een plan om een invasie te laten plegen op Cuba door anti-Castro-Cubanen onder leiding van onder andere de CIA. Kennedy was door zijn staf op de hoogte en besloot dit plan door te zetten. Kennedy verzekerde de Amerikaanse bevolking dat het land hierbij niet zelf betrokken zou raken. Op het laatste moment wilde de CIA toestemming om Amerikaanse strijdkrachten in te zetten, omdat de invasie met de anti-Castro-Cubanen mislukte. Kennedy weigerde en de invasie liep uit op een groot fiasco. Honderden mannen sneuvelden of werden gevangengenomen. Voor een hoge losprijs kon Kennedy ze later "kopen" van Castro. Dit incident werd bekend onder de naam Invasie in de Varkensbaai en het Varkensbaai-Fiasco. Kennedy hield een speech op televisie waarin hij de volledige verantwoordelijkheid van de blunder op zich nam.

#### Reis naar de maan
Kennedy gaf tijdens zijn presidentschap de ruimtevaart een enorme impuls nadat de Sovjets een voorsprong hadden genomen in de ruimterace. In 1961 stelde hij het Amerikaans Congres voor om geld beschikbaar te stellen voor een reis naar de maan. Kennedy vroeg zich echter af of deze reis een nationale kwestie zou moeten zijn. In een voordracht voor de Verenigde Naties op 20 september 1963 gaf hij aan dat hij mogelijkheden zag deze reis in samenwerking met de Sovjet-Unie te maken. Kennedy kreeg de kans niet dat voorstel nader uit te werken, twee maanden later werd hij vermoord.

#### Cubacrisis
In de tweede helft van zijn presidentschap werden de internationale spanningen in de Koude Oorlog groter en mondden uit in de Cubacrisis, die had kunnen uitlopen op een Derde Wereldoorlog. Er waren nucleaire raketten in het spel en Chroesjtsjov had gedreigd deze af te schieten. Kennedy speelde blufpoker op het hoogste niveau, maar kwam op 28 oktober 1962 als winnaar uit de strijd. Door het diplomatiek oplossen van de crisis steeg zijn populariteit.

#### Israël
Hij maakte het voor Israël in 1962 mogelijk om Amerikaanse Hawk-luchtdoelraketten te kopen. In het telegram van het State Department (ministerie van Buitenlandse Zaken) valt daarover te lezen: ”Met het oog op de opbouw in de regio van offensieve luchtbewapening en raketsystemen voelen we ons gedwongen om positief te reageren op de vraag van Israël om defensieve korte-afstand Ground-to-air interceptor-raketsystemen te kunnen kopen.
Nadat Israel het jaren verborgen had gehouden kreeg hij lucht van Israëlische nucleaire activiteiten bij Dimona in de Negev. Uit vrijgegeven documenten blijkt dat president John Kennedy de Israëlische premier Levi Eshkol in 1963 een ernstige waarschuwing gaf dat de steun van de VS voor het jonge land 'ernstig in gevaar zou komen' als Israël de door hem gevraagde periodieke inspecties van de kernreactor van Israël niet zou toestaan. Hij stond op halfjaarlijkse Amerikaanse inspecties. Hij was woedend, want in de Koude Oorlog met twee nucleaire supermachten tegenover elkaar, hechtte hij zeer aan non-proliferatie. De afspraken die daarna met de Israëliërs werden gemaakt waren echter dermate zwak dat van echte inspecties feitelijk nauwelijks sprake was. De Amerikaanse inspecteurs hadden uiteindelijk dan ook alleen vermoedens.

### Uitspraken
Kennedy was een begaafd spreker met een sterk charisma, dat opviel bij mensen uit de gehele westerse wereld. Hij werd een icoon van het westerse kamp in de Koude Oorlog. Bij zijn buitenlandse bezoeken kreeg hij altijd veel enthousiaste belangstelling, zoals in Berlijn, waar hij staande op het balkon van Rathaus Schöneberg de legendarisch geworden woorden “Ich bin ein Berliner” uitsprak. Een andere veelgeciteerde uitspraak van hem is “Ask not what your country can do for you, ask what you can do for your country”, die deel uitmaakte van zijn inauguratietoespraak.
Enkele andere markante en nog veel geciteerde uitspraken hadden betrekking op het begin jaren 1960 geuite voornemen om binnen tien jaar mensen op de maan te zetten en ze weer veilig terug te brengen. Dit lukte, in 1969, met het toen opgestarte Apolloprogramma, maar hij maakte dat zelf niet meer mee. Uit zijn toespraak voor de Algemene Vergadering van de Verenigde Naties in september 1961 komen de uitspraken dat deze organisatie “het enige alternatief voor oorlog” zou zijn en dat “de mensheid een einde aan de oorlog moet maken, omdat de oorlog anders een einde aan de mensheid zal maken”. Weer een andere uitspraak, over de toestand van de moderne mens, leidde tot de invoering van de naar hem genoemde Kennedymarsen over 80 km (50 mijl), die in Nederland jaarlijks in veel plaatsen worden georganiseerd.

### Moord

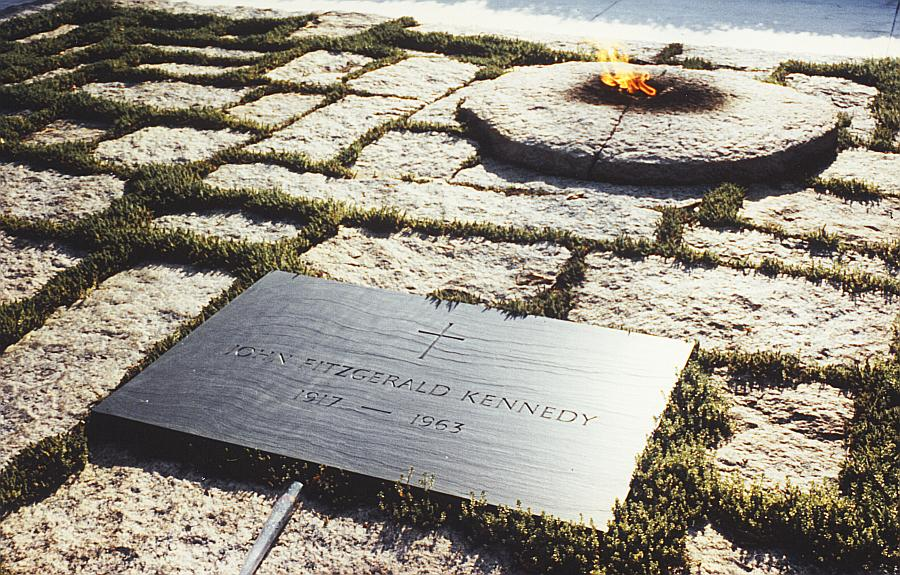
Grafsteen John Fitzgerald Kennedy 1917-1963 op het Arlington National Cemetery, 1992

Op 22 november 1963 om 12.30 uur CST (18.30 UTC) werd Kennedy dodelijk verwond door twee geweerkogels, één door het hoofd en één door zijn rug, terwijl hij in een open presidentiële limousine over Dealey Plaza in Dallas (Texas) gereden werd. Zijn rijtoer was onderdeel van een publieksreis door Texas, mede georganiseerd met het oog op zijn eventuele herverkiezing in 1964.
Kennedy was de vierde president van de Verenigde Staten die vermoord werd en de achtste die tijdens de uitoefening van zijn ambt overleed. Twee officiële onderzoeken leidden tot de conclusie dat Lee Harvey Oswald, werkzaam in het schoolboekenmagazijn op Dealey Plaza, de moordenaar was. Volgens het onderzoek van de Commissie-Warren handelde Oswald alleen, volgens het onderzoek van de Enquêtecommissie van het Huis van Afgevaardigden was er ten minste nog één andere schutter. De moord op Kennedy is nog altijd onderwerp van speculatie en heeft stof opgeleverd voor vele samenzweringstheorieën.
Twee dagen na de moord op Kennedy werd Oswald op het politiebureau van Dallas vermoord door nachtclubeigenaar Jack Ruby, waardoor hij niet meer kon worden voorgeleid en er geen proces tegen hem werd gevoerd.
Het graf van John F. Kennedy bevindt zich op de begraafplaats Arlington National Cemetery, Virginia, vlak bij het Pentagon. Met een eeuwige vlam is het voor de vele bezoekers een herdenkingsplaats.
Na de moord op Kennedy leidde Jim Garrison, de officier van justitie in New Orleans, een uitgebreid onderzoek naar de omstandigheden rondom deze moord. Dit leidde uiteindelijk tot een proces wegens samenzwering tegen de zakenman Clay Shaw, die evenwel werd vrijgesproken.

## Familie

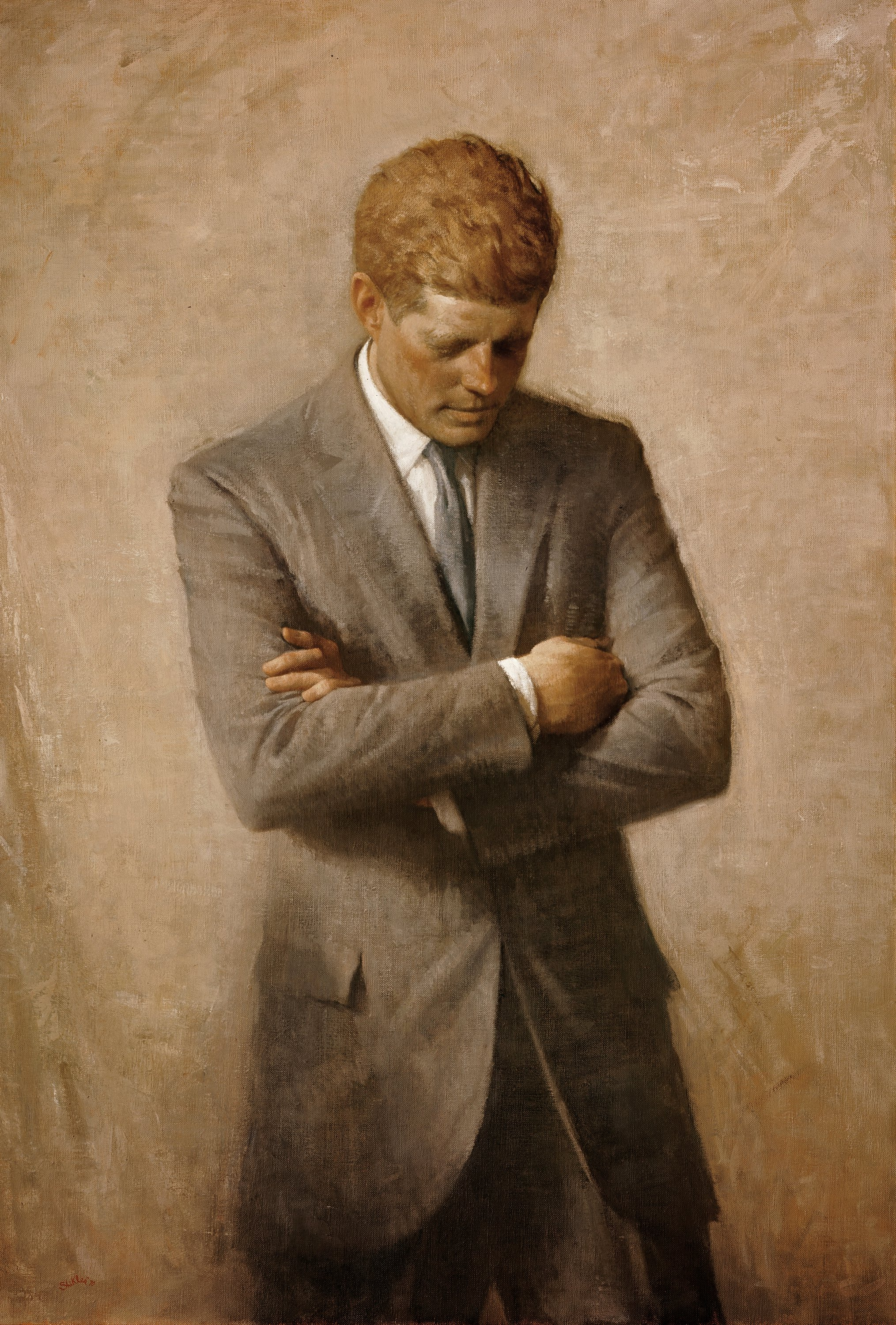
Aaron Shikler: Officieel portret van John F. Kennedy, 1970

### Ouders
- Joseph P. Kennedy sr. (1888–1969)
- Rose Fitzgerald Kennedy (1890–1995)

### Echtgenote
- Jacqueline Kennedy, geboren Jacqueline Lee Bouvier (1929–1994), later hertrouwd met Aristoteles Onassis

### Broers en zussen
- Joseph P. Kennedy jr. (1915–1944) - overleed als oorlogsvlieger door een explosie
- Rosemary Kennedy (1918–2005)
- Kathleen Kennedy (1920–1948) - overleed bij vliegtuigcrash
- Eunice Kennedy (1921–2009)
- Patricia Kennedy (1924–2006)
- Robert F. Kennedy (1925–1968) - vermoord
- Jean Kennedy (1928–2020)
- Edward Kennedy (1932–2009)

### Kinderen
- Arabella Kennedy (doodgeboren dochter, 23 augustus 1956)
- Caroline Kennedy (1957)
- John F. Kennedy jr. (1960–1999) - verongelukt bij vliegtuigcrash
- Patrick Bouvier Kennedy (7–9 augustus 1963)

|                          |                          |                          |                          |                          |                          |  |  | Patrick Joseph 1858-1929            | Patrick Joseph 1858-1929            | Patrick Joseph 1858-1929            | Patrick Joseph 1858-1929            | Patrick Joseph 1858-1929            | Patrick Joseph 1858-1929            |  |  | Mary Augusta Hickey | Mary Augusta Hickey | Mary Augusta Hickey | Mary Augusta Hickey | Mary Augusta Hickey | Mary Augusta Hickey |  |  |                    |                    |                    |                    |                    |                    |  |  |                          |                          |                          |                          |                          |                          |  |  |                       |                       |                       |                       |                       |                       |  |  |                          |                          |                          |                          |                          |                          |  |  |                                   |                                   |                                   |                                   |                                   |                                   |  |  |                    |                    |                    |                    |                    |                    |  |  |                        |                        |                        |                        |                        |                        |
|                          |                          |                          |                          |                          |                          |  |  | Patrick Joseph 1858-1929            | Patrick Joseph 1858-1929            | Patrick Joseph 1858-1929            | Patrick Joseph 1858-1929            | Patrick Joseph 1858-1929            | Patrick Joseph 1858-1929            |  |  | Mary Augusta Hickey | Mary Augusta Hickey | Mary Augusta Hickey | Mary Augusta Hickey | Mary Augusta Hickey | Mary Augusta Hickey |  |  |                    |                    |                    |                    |                    |                    |  |  |                          |                          |                          |                          |                          |                          |  |  |                       |                       |                       |                       |                       |                       |  |  |                          |                          |                          |                          |                          |                          |  |  |                                   |                                   |                                   |                                   |                                   |                                   |  |  |                    |                    |                    |                    |                    |                    |  |  |                        |                        |                        |                        |                        |                        |
|                          |                          |                          |                          |                          |                          |  |  |                                     |                                     |                                     |                                     |                                     |                                     |  |  |                     |                     |                     |                     |                     |                     |  |  |                    |                    |                    |                    |                    |                    |  |  |                          |                          |                          |                          |                          |                          |  |  |                       |                       |                       |                       |                       |                       |  |  |                          |                          |                          |                          |                          |                          |  |  |                                   |                                   |                                   |                                   |                                   |                                   |  |  |                    |                    |                    |                    |                    |                    |  |  |                        |                        |                        |                        |                        |                        |
|                          |                          |                          |                          |                          |                          |  |  |                                     |                                     |                                     |                                     |                                     |                                     |  |  |                     |                     |                     |                     |                     |                     |  |  |                    |                    |                    |                    |                    |                    |  |  |                          |                          |                          |                          |                          |                          |  |  |                       |                       |                       |                       |                       |                       |  |  |                          |                          |                          |                          |                          |                          |  |  |                                   |                                   |                                   |                                   |                                   |                                   |  |  |                    |                    |                    |                    |                    |                    |  |  |                        |                        |                        |                        |                        |                        |
| Joseph Patrick 1888-1969 | Joseph Patrick 1888-1969 | Joseph Patrick 1888-1969 | Joseph Patrick 1888-1969 | Joseph Patrick 1888-1969 | Joseph Patrick 1888-1969 |  |  | Rose Elizabeth Fitzgerald           | Rose Elizabeth Fitzgerald           | Rose Elizabeth Fitzgerald           | Rose Elizabeth Fitzgerald           | Rose Elizabeth Fitzgerald           | Rose Elizabeth Fitzgerald           |  |  | Mary Loretta        | Mary Loretta        | Mary Loretta        | Mary Loretta        | Mary Loretta        | Mary Loretta        |  |  | Margaret Louise    | Margaret Louise    | Margaret Louise    | Margaret Louise    | Margaret Louise    | Margaret Louise    |  |  |                          |                          |                          |                          |                          |                          |  |  |                       |                       |                       |                       |                       |                       |  |  |                          |                          |                          |                          |                          |                          |  |  |                                   |                                   |                                   |                                   |                                   |                                   |  |  |                    |                    |                    |                    |                    |                    |  |  |                        |                        |                        |                        |                        |                        |
| Joseph Patrick 1888-1969 | Joseph Patrick 1888-1969 | Joseph Patrick 1888-1969 | Joseph Patrick 1888-1969 | Joseph Patrick 1888-1969 | Joseph Patrick 1888-1969 |  |  | Rose Elizabeth Fitzgerald           | Rose Elizabeth Fitzgerald           | Rose Elizabeth Fitzgerald           | Rose Elizabeth Fitzgerald           | Rose Elizabeth Fitzgerald           | Rose Elizabeth Fitzgerald           |  |  | Mary Loretta        | Mary Loretta        | Mary Loretta        | Mary Loretta        | Mary Loretta        | Mary Loretta        |  |  | Margaret Louise    | Margaret Louise    | Margaret Louise    | Margaret Louise    | Margaret Louise    | Margaret Louise    |  |  |                          |                          |                          |                          |                          |                          |  |  |                       |                       |                       |                       |                       |                       |  |  |                          |                          |                          |                          |                          |                          |  |  |                                   |                                   |                                   |                                   |                                   |                                   |  |  |                    |                    |                    |                    |                    |                    |  |  |                        |                        |                        |                        |                        |                        |
|                          |                          |                          |                          |                          |                          |  |  |                                     |                                     |                                     |                                     |                                     |                                     |  |  |                     |                     |                     |                     |                     |                     |  |  |                    |                    |                    |                    |                    |                    |  |  |                          |                          |                          |                          |                          |                          |  |  |                       |                       |                       |                       |                       |                       |  |  |                          |                          |                          |                          |                          |                          |  |  |                                   |                                   |                                   |                                   |                                   |                                   |  |  |                    |                    |                    |                    |                    |                    |  |  |                        |                        |                        |                        |                        |                        |
|                          |                          |                          |                          |                          |                          |  |  |                                     |                                     |                                     |                                     |                                     |                                     |  |  |                     |                     |                     |                     |                     |                     |  |  |                    |                    |                    |                    |                    |                    |  |  |                          |                          |                          |                          |                          |                          |  |  |                       |                       |                       |                       |                       |                       |  |  |                          |                          |                          |                          |                          |                          |  |  |                                   |                                   |                                   |                                   |                                   |                                   |  |  |                    |                    |                    |                    |                    |                    |  |  |                        |                        |                        |                        |                        |                        |
| Joseph Patrick 1915-1944 | Joseph Patrick 1915-1944 | Joseph Patrick 1915-1944 | Joseph Patrick 1915-1944 | Joseph Patrick 1915-1944 | Joseph Patrick 1915-1944 |  |  | John Fitzgerald president 1917-1963 | John Fitzgerald president 1917-1963 | John Fitzgerald president 1917-1963 | John Fitzgerald president 1917-1963 | John Fitzgerald president 1917-1963 | John Fitzgerald president 1917-1963 |  |  | Jacqueline Bouvier  | Jacqueline Bouvier  | Jacqueline Bouvier  | Jacqueline Bouvier  | Jacqueline Bouvier  | Jacqueline Bouvier  |  |  | Rosemary 1918-2005 | Rosemary 1918-2005 | Rosemary 1918-2005 | Rosemary 1918-2005 | Rosemary 1918-2005 | Rosemary 1918-2005 |  |  | Kathleen Agnes 1920-1948 | Kathleen Agnes 1920-1948 | Kathleen Agnes 1920-1948 | Kathleen Agnes 1920-1948 | Kathleen Agnes 1920-1948 | Kathleen Agnes 1920-1948 |  |  | Eunice Mary 1921-2009 | Eunice Mary 1921-2009 | Eunice Mary 1921-2009 | Eunice Mary 1921-2009 | Eunice Mary 1921-2009 | Eunice Mary 1921-2009 |  |  | Patricia Helen 1924-2006 | Patricia Helen 1924-2006 | Patricia Helen 1924-2006 | Patricia Helen 1924-2006 | Patricia Helen 1924-2006 | Patricia Helen 1924-2006 |  |  | Robert Francis minister 1925-1968 | Robert Francis minister 1925-1968 | Robert Francis minister 1925-1968 | Robert Francis minister 1925-1968 | Robert Francis minister 1925-1968 | Robert Francis minister 1925-1968 |  |  | Jean Ann 1928-2020 | Jean Ann 1928-2020 | Jean Ann 1928-2020 | Jean Ann 1928-2020 | Jean Ann 1928-2020 | Jean Ann 1928-2020 |  |  | Edward Moore 1932-2009 | Edward Moore 1932-2009 | Edward Moore 1932-2009 | Edward Moore 1932-2009 | Edward Moore 1932-2009 | Edward Moore 1932-2009 |
| Joseph Patrick 1915-1944 | Joseph Patrick 1915-1944 | Joseph Patrick 1915-1944 | Joseph Patrick 1915-1944 | Joseph Patrick 1915-1944 | Joseph Patrick 1915-1944 |  |  | John Fitzgerald president 1917-1963 | John Fitzgerald president 1917-1963 | John Fitzgerald president 1917-1963 | John Fitzgerald president 1917-1963 | John Fitzgerald president 1917-1963 | John Fitzgerald president 1917-1963 |  |  | Jacqueline Bouvier  | Jacqueline Bouvier  | Jacqueline Bouvier  | Jacqueline Bouvier  | Jacqueline Bouvier  | Jacqueline Bouvier  |  |  | Rosemary 1918-2005 | Rosemary 1918-2005 | Rosemary 1918-2005 | Rosemary 1918-2005 | Rosemary 1918-2005 | Rosemary 1918-2005 |  |  | Kathleen Agnes 1920-1948 | Kathleen Agnes 1920-1948 | Kathleen Agnes 1920-1948 | Kathleen Agnes 1920-1948 | Kathleen Agnes 1920-1948 | Kathleen Agnes 1920-1948 |  |  | Eunice Mary 1921-2009 | Eunice Mary 1921-2009 | Eunice Mary 1921-2009 | Eunice Mary 1921-2009 | Eunice Mary 1921-2009 | Eunice Mary 1921-2009 |  |  | Patricia Helen 1924-2006 | Patricia Helen 1924-2006 | Patricia Helen 1924-2006 | Patricia Helen 1924-2006 | Patricia Helen 1924-2006 | Patricia Helen 1924-2006 |  |  | Robert Francis minister 1925-1968 | Robert Francis minister 1925-1968 | Robert Francis minister 1925-1968 | Robert Francis minister 1925-1968 | Robert Francis minister 1925-1968 | Robert Francis minister 1925-1968 |  |  | Jean Ann 1928-2020 | Jean Ann 1928-2020 | Jean Ann 1928-2020 | Jean Ann 1928-2020 | Jean Ann 1928-2020 | Jean Ann 1928-2020 |  |  | Edward Moore 1932-2009 | Edward Moore 1932-2009 | Edward Moore 1932-2009 | Edward Moore 1932-2009 | Edward Moore 1932-2009 | Edward Moore 1932-2009 |
|                          |                          |                          |                          |                          |                          |  |  |                                     |                                     |                                     |                                     |                                     |                                     |  |  |                     |                     |                     |                     |                     |                     |  |  |                    |                    |                    |                    |                    |                    |  |  |                          |                          |                          |                          |                          |                          |  |  |                       |                       |                       |                       |                       |                       |  |  |                          |                          |                          |                          |                          |                          |  |  |                                   |                                   |                                   |                                   |                                   |                                   |  |  |                    |                    |                    |                    |                    |                    |  |  |                        |                        |                        |                        |                        |                        |
|                          |                          |                          |                          |                          |                          |  |  |                                     |                                     |                                     |                                     |                                     |                                     |  |  |                     |                     |                     |                     |                     |                     |  |  |                    |                    |                    |                    |                    |                    |  |  |                          |                          |                          |                          |                          |                          |  |  |                       |                       |                       |                       |                       |                       |  |  |                          |                          |                          |                          |                          |                          |  |  |                                   |                                   |                                   |                                   |                                   |                                   |  |  |                    |                    |                    |                    |                    |                    |  |  |                        |                        |                        |                        |                        |                        |
|                          |                          |                          |                          |                          |                          |  |  | Caroline Kennedy                    | Caroline Kennedy                    | Caroline Kennedy                    | Caroline Kennedy                    | Caroline Kennedy                    | Caroline Kennedy                    |  |  | John F. Kennedy jr. | John F. Kennedy jr. | John F. Kennedy jr. | John F. Kennedy jr. | John F. Kennedy jr. | John F. Kennedy jr. |  |  |                    |                    |                    |                    |                    |                    |  |  |                          |                          |                          |                          |                          |                          |  |  |                       |                       |                       |                       |                       |                       |  |  |                          |                          |                          |                          |                          |                          |  |  |                                   |                                   |                                   |                                   |                                   |                                   |  |  |                    |                    |                    |                    |                    |                    |  |  |                        |                        |                        |                        |                        |                        |

### Privéleven
Als gevolg van de tijdens de oorlog bij een reddingsactie opgelopen verwondingen en andere kwalen, zoals de ziekte van Addison (waar toen nog geen goede medicatie voor ontwikkeld was), leed Kennedy aan ernstige rugpijnen. Buiten het zicht van de openbaarheid liep hij daarom vaak op krukken. Hoewel Kennedy naar buiten toe de indruk maakte een buitengewoon gezond man te zijn, was dat in werkelijkheid niet zo. Hij stond onder voortdurend medisch toezicht en had een lijfarts.
John Kennedy kende van jongs af aan een turbulent liefdesleven en had een groot aantal minnaressen, zoals lange tijd de Deense journaliste Inga Arvad in Washington in de jaren 1940, die ervan verdacht werd een nazi-spionne te zijn. Ook wordt beweerd dat Kennedy tijdens zijn huwelijk een relatie zou hebben gehad met Marilyn Monroe, die hem op zijn vijfenveertigste verjaardag zo verleidelijk had toegezongen (Happy Birthday, Mr. President). Bewijs hiervoor ontbreekt echter. Hij was sinds 1953 getrouwd met Jacqueline Bouvier, met wie hij vier kinderen kreeg: Arabella (1956, doodgeboren), Caroline (1957), John F. Jr. (1960-1999, overleed bij een vliegtuigcrash) en Patrick (1963, stierf twee dagen na zijn geboorte).

## Nalatenschap

### Eerbewijzen
De naam van Kennedy leeft onder andere voort in het vliegveld John F. Kennedy International Airport (voorheen: Idlewild) in het stadsdeel Queens in New York en na zijn dood bepaalde zijn opvolger dat de lanceerbasis op Cape Canaveral in Florida voortaan het Kennedy Space Center zou heten. Midden jaren 60 werd in de VS het vliegdekschip de USS John F. Kennedy gebouwd, het enige schip in de John F. Kennedyklasse. Welke grote indruk hij had gemaakt bleek onder meer toen binnen een paar maanden na zijn overlijden ook in Europa al grote straten en pleinen naar hem werden genoemd. Zo werd al op 9 januari 1964 de Rivierenlaan te Amsterdam omgedoopt tot President Kennedylaan, in Eindhoven kwam de John F. Kennedylaan en in den Haag werd het Stadhoudersplantsoen veranderd in President Kennedylaan. In Antwerpen werd een tunnel onder de Schelde naar hem genoemd en in Gent werd een brug over de Moervaart naar hem genoemd. In Suriname de John F. Kennedyweg.

### Film en televisie
Kennedy's naam leeft ook voort in verschillende films en televisieseries die zijn uitgebracht, waarin hij voorkomt. Deze films en series gaan veelal over zijn presidentschap, of over bekende gebeurtenissen die in zijn presidentschap plaatsvinden. Er kwamen ook films uit waarin vooral zijn biografie op de voorgrond treedt.
Kennedy werd onder meer vertolkt door:
- William Devane in The Missiles of October (1974)
- Martin Sheen in Kennedy (1983)
- Bruce Greenwood in Thirteen Days (2000)
- Greg Kinnear in The Kennedys (2011)
- James Marsden in The Butler (2013)
- Rob Lowe in Killing Kennedy (2013)
- Caspar Phillipson in Jackie (2016)
- Jeffrey Donovan in LBJ (2017)
- Michael C. Hall in The Crown

In de film JFK (1991) komt Kennedy alleen in archiefbeelden voor.